# Al-Nadwa
 Al Nadwa  (in arabo الندوة‎?, che letteralmente significa Il circolo) è stato un quotidiano in lingua araba, distribuito in Arabia Saudita tra il 1958 e il 2013. La redazione e lo stabilimento tipografico si trovavano alla Mecca.

## Storia
Fondato nel 1958 alla Mecca da Aḥmad al-Subayi, il quotidiano incorporò la precedente rivista Ḥirāʾ, che doveva il suo nome al monte Ḥirāʾ - poi chiamato Jabal al-Nur - in una caverna del quale Maometto ricevette la prima rivelazione.
La pubblicazione era curata dalla Makkah Printing and Information Establishment, del quale Ahmad bin Saleh e Abdulaziz bin Mohieddin Khoja erano rispettivamente caporedatore e presidente del direttivo di fabbrica
Si stima che la tiratura all'inizio degli anni '90 era compresa tra 25.000 e 30.000 copie, crollata nel 2003 a meno di 30.000. A partire da quell'anno iniziarono una serie di difficoltà finanziarie, che nel febbraio 2013 portarono alla chiusura del giornale a causa dei debiti pregressi non pagati.
Sebbene i ricavi delle distribuzione fossero limitati, 'al-Nadwa godeva di uno status speciale in quanto giornale cittadino della Mecca, che aveva editoriali di buona qualità. Inoltre, negli anni aveva acquisito la reputazione pubblica di un quotidiano filogoverativo e religiosamente conservatore.

## Contenuto
Secondo le fonti diplomatiche statunitensi, al-Nadwa fu un periodico di scarsa diffusione e peso nella vita pubblica del Paese arabo, e, nello stesso tempo, l'unico periodico a condannare l'invasione irachena del Kuwait nel 1990, prima che il governo saudita assumesse una chiara posizione ufficiale al riguardo.  

Negli anni '90, pubblicò una serie di articoli che criticavano l'attività degli estremisti, che avevano come bersaglio iniziale alcune figure islamiche non saudite come il sudanese Hasan al-Turabi, e in seguito furono dirette nei confronti di Safar al-Hawali e di Ayidh al-Qarni, provocando protestr di piazza. L'editorialista Yusuf Damanhuri fu rimosso dal comitato di redazione del giornale.
A differenza di molti altri giornali sauditi, riportò anche l'incidente di un incendio nella scuola femminile della Mecca nel 2002, nel quale rimasero uccise quindici studentesse a seguito del rallentamento dei tentativi di soccorso da parte della mutawa, la polizia religiosa islamica. Inoltre, l'allora caporedattore ʿAbd al-Raḥmān Saʿd al-ʿOrābī, impiegò alcune giornaliste per intervistare le donne della famiglia delle vittime e le studentesse sopravvissute. 

L'articolo riferiva apertamente le condizioni ambientali negative in cui viveva la popolazione della Mecca, riferendo nel 2007 che nelle immediate vicinanze di Grande Moschea della Mecca, l'antica via di al-Bayārī era sprovvista di elettricità, di impianti idrici e di rete fognaria.